# Токарєв Дмитро Степанович
Дмитро Степанович Токарєв (1 жовтня 1902, село Ісаєво-Дєдово Оренбурзького повіту Оренбурзької губернії, тепер село Октябрскоє Октябрского району Оренбурзької області, Російська Федерація — 1993, місто Владимир, Російська Федерація) — радянський діяч органів держбезпеки, генерал-майор, начальник УНКВС по Калінінській області, міністр державної безпеки Таджицької РСР і Татарської АРСР. Депутат Верховної Ради СРСР 1—3-го скликань (1940—1954).

## Біографія
Народився в селянській родині, батько помер у 1902 році.
У 1911 — листопаді 1917 року — наймит у заможних селян в селі Ісаєво-Дєдово Оренбурзького повіту. У 1915 році закінчив чотири групи двокласного училища Міністерства народної освіти в селі Ісаєво-Дєдово.
У листопаді 1917 — березні 1918 року — учень переписувача у волосному правлінні села Ісаєво-Дєдово. У березні — червні 1918 року — діловод земельного відділу Ісаєво-Дєдовського волосного виконкому. З червня 1918 по серпень 1919 року працював в господарстві вітчима в рідному селі.
У серпні 1919 — листопаді 1922 року — діловод-рахівник Ісаєво-Дєдовського районного профспілкового бюро. У листопаді 1922 — квітні 1924 року — секретар Економічної наради виконавчого комітету Ісаєво-Дєдовської повітової ради Оренбурзької губернії. У 1923 році вступив до комсомолу.
У травні — липні 1924 року — рядовий 9-го полку ОДПУ в місті Новоніколаєвську. У липні 1924 — березні 1925 року — бібліотекар 50-го Зайсановського прикордонного загону ОДПУ. У березні 1925 — березні 1926 року — помічник начальника застави з політичної частини 50-го Зайсановського прикордонного загону ОДПУ. У березні 1926 — серпні 1927 року — контролер контрольно-перепускного пункту, помічник уповноваженого, тво. уповноваженого 50-го Зайсановського прикордонного загону ОДПУ.
Член ВКП(б) з липня 1927 року.
У вересні 1927 — серпні 1929 року — курсант Вищої прикордонної школи ОДПУ.
У вересні 1929 — вересні 1930 року — уповноважений 49-го прикордонного загону ОДПУ в місті Джаркенті.
У вересні 1930 — квітні 1933 року — оперативний уповноважений Управління прикордонної охорони і військ ДПУ Повноважного представництва ОДПУ по Казахстану.
У травні 1933 — січні 1937 року — помічник начальника 30-го прикордонного загону ОДПУ—НКВС з секретно-оперативної частини.
У січні — травні 1937 року — курсант Вищої прикордонної школи НКВС. У травні — грудні 1937 року — у закордонному відрядженні по лінії НКВС в місті Парижі (Франція).
У січні — березні 1938 року — помічник начальника 1-го відділення 3-го відділу ГУДБ НКВС СРСР. У березні — вересні 1938 року — помічник начальника, заступник начальника відділення 3-го відділу 1-го управління НКВС СРСР. У жовтні — грудні 1938 року — заступник начальника слідчої частини 3-го відділу ГУДБ НКВС СРСР.
З 5 грудня 1938 по 27 квітня 1939 року — тимчасово виконувач обов'язків начальника Управління НКВС по Калінінській області, з 27 квітня 1939 по 26 лютого 1941 року — начальник Управління НКВС по Калінінській області. З 26 лютого по 31 липня 1941 року — начальник Управління НКДБ по Калінінській області. З 31 липня 1941 по 7 травня 1943 року — начальник Управління НКВС по Калінінській області. З 7 травня 1943 по 10 лютого 1945 року — начальник Управління НКДБ по Калінінській області. Один з керівників операції по «розвантаженню» Осташковського табору в Калінінській області.
10 лютого 1945 — 9 квітня 1948 року — народний комісар (міністр) державної безпеки Таджицької РСР.
9 квітня 1948 — 16 березня 1953 року — міністр державної безпеки Татарської АРСР.
У квітні 1953 — лютому 1954 року — начальник 5-го відділу УМВС по Владимирській області.
З лютого 1954 року — в запасі.
У 1991 році надавав свідчення у кримінальній справі щодо Катинського розстрілу польських військовополонених. У 1992 році свідчив Військовій прокуратурі про підготовку і проведення масового розстрілу військовополонених з Осташковського табору.

## Звання
- капітан (11.04.1936)
- полковник (23.12.1938)
- майор державної безпеки (14.03.1940)
- комісар державної безпеки (14.02.1943)
- генерал-майор (9.07.1945)

## Нагороди
- орден Леніна
- два ордени Трудового Червоного Прапора (24.02.1948, 24.06.1950)
- два ордени Червоного Прапора (20.09.1943, 3.11.1944)
- орден Вітчизняної війни ІІ ст. (30.11.1946)
- орден «Знак Пошани» (26.04.1940)
- медалі
- знак «Почесний працівник ВЧК—ДПУ (XV)» (13.06.1934)